# Rio Algodor
Ponte sobre o rio Algodor (N-401, km 120,5) em Los Yébenes
O rio Algodor é um rio que nasce nos Montes de Toledo em Castilla-La Mancha e desagua no rio Tejo, sendo seu afluente da margem esquerda, no ponto denominado Aceca, perto de Algodor (Aranjuez) na Comunidade de Madrid.
Tem duas barragens: a de Castro, construída em 1974 perto de Villamuelas, e a de Finisterre, perto de Mora e que data de 1977.